# براد برينك
براد برينك (بالإنجليزية: Brad Brink)‏ هو لاعب كرة قاعدة أمريكي، ولد في 20 يناير 1965 في روزفيل في الولايات المتحدة.

## وصلات خارجية
- براد برينك على موقع دوري كرة القاعدة الرئيسي (الإنجليزية)
- براد برينك على موقعبيزبول رفرنس.كوم (الدوري الرئيسي) (الإنجليزية)
- براد برينك على موقعبيزبول رفرنس.كوم (الدوري الثانوي) (الإنجليزية)
- براد برينك على موقع إي إس بي إن.كوم (أم.أل.بي) (الإنجليزية)
- براد برينك على موقع مشجعي الرسوم البيانية (الإنجليزية)